# Lijst van afleveringen van Nash Bridges
Dit is een lijst met afleveringen van de Amerikaanse televisieserie Nash Bridges. De serie telt 6 seizoenen. Een overzicht van alle afleveringen is hieronder te vinden.

## Seizoen 1
| # | Titel aflevering    | Uitzenddatum USA |
| - | ------------------- | ---------------- |
| 1 | Genesis             | 29 maart 1996    |
| 2 | Home Invasion       | 30 maart 1996    |
| 3 | Skirt Chasers       | 5 april 1996     |
| 4 | High Impact         | 12 april 1996    |
| 5 | The Javelin Catcher | 19 april 1996    |
| 6 | Vanishing Act       | 26 april 1996    |
| 7 | Aloha, Nash         | 3 mei 1996       |
| 8 | Key Witness         | 17 mei 1996      |

## Seizoen 2
| #  | Titel aflevering      | Uitzenddatum USA |
| -- | --------------------- | ---------------- |
| 1  | Internal Affairs      |                  |
| 2  | 'Til Death Do Us Part |                  |
| 3  | The Great Escape      |                  |
| 4  | Wrecking Crew         |                  |
| 5  | Trackdown             |                  |
| 6  | The Brothers McMillan |                  |
| 7  | Night Train           |                  |
| 8  | Zodiac                |                  |
| 9  | Leo's Big Score       |                  |
| 10 | Hit Parade            |                  |
| 11 | Promised Land         |                  |
| 12 | 25 Hours of Christmas |                  |
| 13 | Road Work             |                  |
| 14 | Inside Out            |                  |
| 15 | The Counterfeiters    |                  |
| 16 | The Web               |                  |
| 17 | Knockout              |                  |
| 18 | Gun Play              |                  |
| 19 | Rampage               |                  |
| 20 | Out of Chicago        |                  |
| 21 | Moving Target         |                  |
| 22 | Wild Card             |                  |
| 23 | Deliverance           |                  |

## Seizoen 3
| #  | Titel aflevering               | Uitzenddatum USA |
| -- | ------------------------------ | ---------------- |
| 1  | Lost and Found                 |                  |
| 2  | Payback                        |                  |
| 3  | Shake, Rattle and Roll         |                  |
| 4  | One Flew Over the 'Cuda's Nest |                  |
| 5  | Blackout                       |                  |
| 6  | Ripcord                        |                  |
| 7  | Sniper                         |                  |
| 8  | Revelations                    |                  |
| 9  | Most Wanted                    |                  |
| 10 | Bombshell                      |                  |
| 11 | Found Money                    |                  |
| 12 | Dirty Tricks                   |                  |
| 13 | Crossfire                      |                  |
| 14 | Live Shot                      |                  |
| 15 | Downtime                       |                  |
| 16 | Skin Deep                      |                  |
| 17 | Patriots                       |                  |
| 18 | Cuda Gráce                     |                  |
| 19 | Lady Killer                    |                  |
| 20 | Danger Zone                    |                  |
| 21 | Special Delivery               |                  |
| 22 | Touchdown                      |                  |
| 23 | Sacraments                     |                  |

## Seizoen 4
| #  | Titel aflevering | Uitzenddatum USA |
| -- | ---------------- | ---------------- |
| 1  | High Fall        |                  |
| 2  | Impostors        |                  |
| 3  | Hot Prowler      |                  |
| 4  | Overdrive        |                  |
| 5  | Apocalypse Nash  |                  |
| 6  | The Tourist      |                  |
| 7  | Swingers         |                  |
| 8  | Warplay          |                  |
| 9  | Firestorm        |                  |
| 10 | Hardball         |                  |
| 11 | Mystery Dance    |                  |
| 12 | Shoot the Moon   |                  |
| 13 | Gimme Shelter    |                  |
| 14 | Superstition     |                  |
| 15 | Resurrection     |                  |
| 16 | Pump Action      |                  |
| 17 | Hide and Seek    |                  |
| 18 | Boomtown         |                  |
| 19 | Angel of Mercy   |                  |
| 20 | Power Play       |                  |
| 21 | Vendetta         |                  |
| 22 | Crash & Burn     |                  |
| 23 | Frisco Blues     |                  |
| 24 | Goodbye Kiss     |                  |

## Seizoen 5
| #  | Titel aflevering       | Uitzenddatum USA |
| -- | ---------------------- | ---------------- |
| 1  | Truth and Consequences |                  |
| 2  | Trade Off              |                  |
| 3  | Smash and Grab         |                  |
| 4  | Girl Trouble           |                  |
| 5  | High Society           |                  |
| 6  | Curveball              |                  |
| 7  | Split Decision         |                  |
| 8  | Get Bananas            |                  |
| 9  | Crosstalk              |                  |
| 10 | Kill Switch            |                  |
| 11 | Rip Off                |                  |
| 12 | Skin Trade             |                  |
| 13 | Liar's Poker           |                  |
| 14 | El Diablo              |                  |
| 15 | Hit and Run            |                  |
| 16 | Cop Out                |                  |
| 17 | Line of Sight          |                  |
| 18 | Heist                  |                  |
| 19 | Hard Cell              |                  |
| 20 | Missing Key            |                  |
| 21 | Jackpot (1)            |                  |
| 22 | Jackpot (2)            |                  |